# Route nationale 552
Pour les articles homonymes, voir Route 552.
La route nationale 552 ou RN 552 était une route nationale française reliant la RN 96 à Castellane. À la suite de la réforme de 1972, elle a été déclassée en RD 952.
Ultérieurement, un court tronçon reliant Saint-Jean-de-la-Ruelle à la RN 152, sur la commune de la Chapelle-Saint-Mesmin a été classé RN 552. Cette liaison a été déclassée en 2006 en RD 2552.

## Ancien tracé de la RN 96 à Castellane (D 952)
- RN 96, dans la commune de Jouques (km 0)
- Saint-Paul-lès-Durance (km 3)
- Centre d'études de Cadarache (C.E.A.) (km 6)
- ITER (actuellement en construction)
- Vinon-sur-Verdon (km 12)
- Gréoux-les-Bains (km 21)
- Saint-Martin-de-Brômes (km 27)
- Allemagne-en-Provence (km 33)
- Riez (km 41)
- Roumoules (km 44)
- Moustiers-Sainte-Marie (km 56)
- La Palud-sur-Verdon (km 76)
- Castellane (km 101)